# Al-Ras
Al-Ras (àrab: الرأس, ar-Raʾs) és una vila palestina de la governació de Tulkarem, a Cisjordània, 7 kilòmetres al sud-est de Tulkarem.Segons l'Oficina Central Palestina d'Estadístiques tenia 633 habitants el 2016. En 1997 l'11.1% de la població de Al-Ras eren refugiats. Les instal·lacions sanitàries d'Al-Ras són a Kafr Sur, on són designades com a MOH nivell 2.